# Karl Storch
Karl Storch   (Fulda, 21 d'agost de 1913 - Fulda, 16 d'agost de 1992) fou un atleta alemany, especialista en el llançament de martell, que va competir entre les dècades de 1930 i 1950.
El 1952 va prendre part en els Jocs Olímpics d'Estiu de Hèlsinki, on guanyà la medalla de plata en la prova del llançament de martell del programa d'atletisme, rere József Csermák.
Fou campió d'Alemanya i la República Federal Alemanya el 1941, 1942, 1943, 1948, 1950, 1952, 1954 i 1955. Va millorar el rècord alemany de martell en quatre ocasions, fins a situar la marca en 60,77 metres el 28 de setembre de 1952. Va ser el primer alemany en superar els 60 metres.

## Millors marques
- Llançament de martell. 60,77 metres (1952)[4]